# Selach

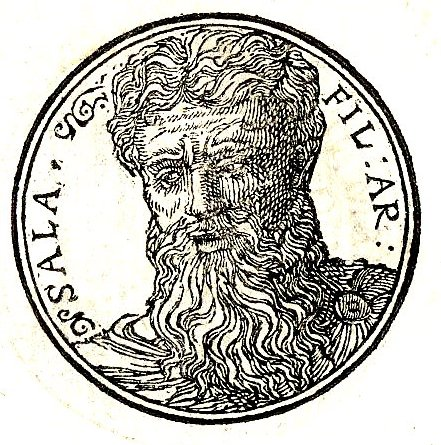
Selach volgens het Promptuarii Iconum Insigniorum

Selach (Hebreeuws: שלח Sje'lach, vermoedelijk "werpspeer") was volgens de traditie in de Hebreeuwse Bijbel de zoon van Arpachsad en kleinzoon van Sem. Op dertigjarige leeftijd werd hij vader van Eber. Hij stierf op een leeftijd van 433 jaar. Hij was voorvader van Abraham, koning David en Jezus. Selach zou overeen komen met de islamitische profeet Salih.